# Windmühle Kummer

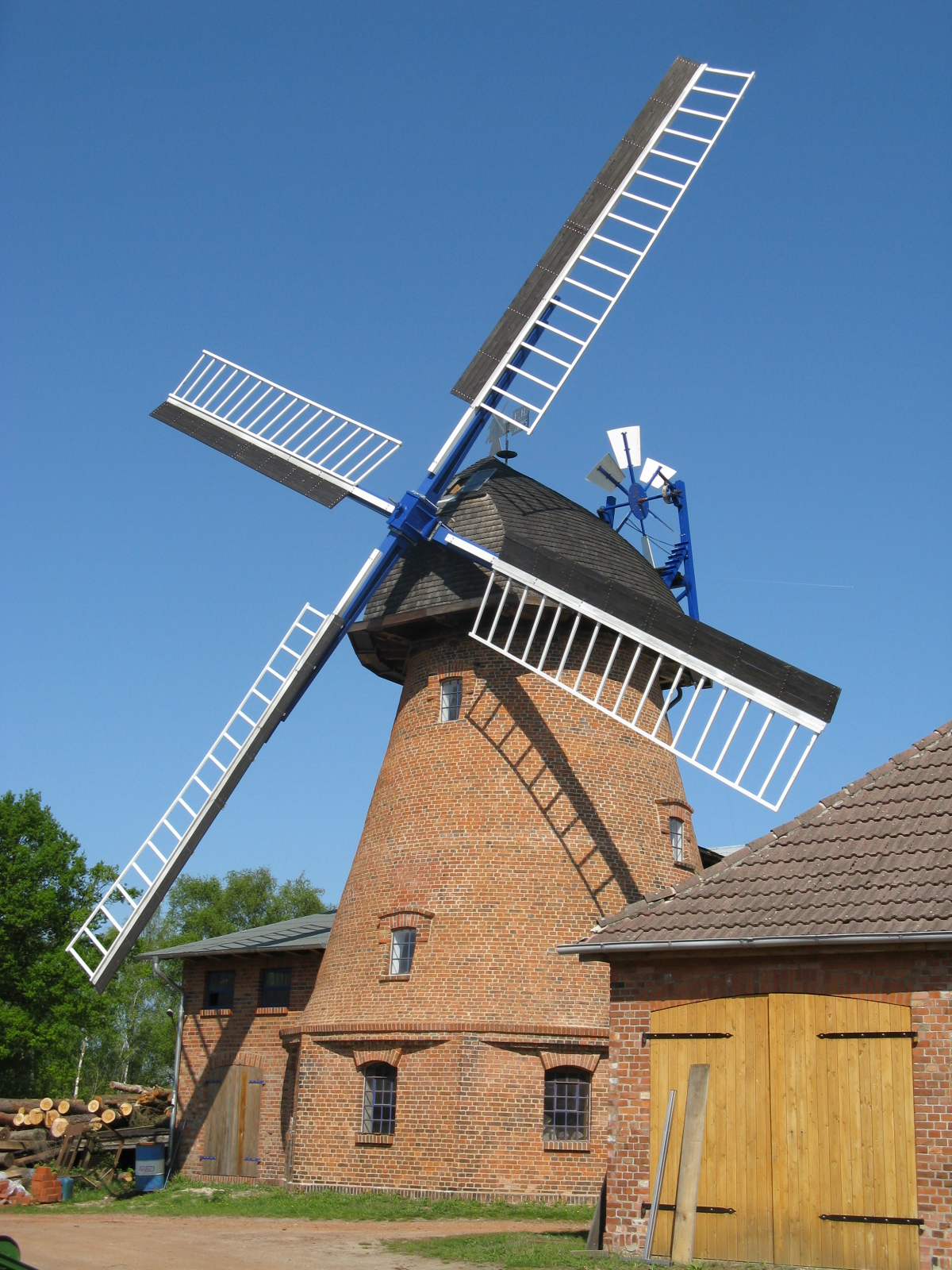
Windmühle in Kummer

Die Windmühle Kummer ist eine 1880 erbaute Turmholländerwindmühle im Ortsteil Kummer der mecklenburgischen Stadt Ludwigslust. Sie steht in der Mühlenbergstraße. Das Besondere an ihr ist die im Norden Deutschlands nicht sehr häufige Bauweise: ein gemauerter runder Turm auf einem achteckigen Sockelgeschoss. Sie zählt damit zum Typ der Turmwindmühle (Turmholländer). Die Mühle ist seit 1883 im Familienbesitz.
Heute gehört sie zum Sägewerk Höppner. Das Sägewerk entwickelte sich von einem Nebenbetrieb der Müllerei zum Hauptbetrieb.
1948 verlor sie ihr Windwerk, Kappe und Flügel wurden abgebaut und der Betrieb ganz auf Motorkraft umgestellt. Nachdem der Betrieb der Mühle 1988 eingestellt wurde und das Gebäude nur noch als Lager diente, wurde 2005 eine umfangreiche, äußerliche Restaurierung durchgeführt. Dabei wurde eine neue Kappe gebaut und das Bauwerk erhielt seinen Flügelschmuck und die Windrose, allerdings ohne Funktion, zurück.